# Milano-Vignola 1996
La Milano-Vignola 1996, quarantaquattresima edizione della corsa, si svolse il 14 settembre 1996 per un percorso totale di 193 km. Fu vinta dall'italiano Fabio Roscioli che terminò la gara in 4h30'10".
Su 68 partiti arrivarono al traguardo in 18.

## Ordine d'arrivo (Top 10)
| Pos. | Corridore          | Squadra       | Tempo    |
| ---- | ------------------ | ------------- | -------- |
| 1    | Fabio Roscioli     | Cer. Refin    | 4h30'10" |
| 2    | Filippo Casagrande | Scrigno       | a 41"    |
| 3    | Stefano Cembali    | Cantina Tollo | s.t.     |
| 4    | Dario Andriotto    | Amore & Vita  | s.t.     |
| 5    | Stefano Giraldi    | Glacial       | a 45"    |
| 6    | Amilcare Tronca    | Scrigno       | a 47"    |
| 7    | Gianluca Pierobon  | Cer. Refin    | a 50"    |
| 8    | Elio Aggiano       | Scrigno       | a 4'01"  |
| 9    | Giuseppe Petito    | Cantina Tollo | s.t.     |
| 10   | Mauro Bettin       | Cer. Refin    | s.t.     |